# خانواده پنتایل ماتریکس
پنتایل ماتریکس (به انگلیسی: PenTile matrix) یک خانواده ثبت شده از چینش ماتریکس پیکسل‌ها است که در ابزارهای الکترونیکی به کار می‌رود. مارک تجاری پنتایل توسط سامسونگ ثبت شده‌است.
این طرح بندی ساب-پیکسل‌ها به‌طور اختصاصی برای رندرینگ ساب-پیکسل‌ها در درایور صفحه نمایش جاسازی شده، به پانل‌های راه راه مرسوم آر. جی. بی (قرمز، سبز، آبی) اجازه پلاگ و اجرا شدن می‌دهد.

## مزایا و معایب
صفحه نمایش پنتایل برای تلفن‌های هوشمند رنگ‌ها را با هم مخلوط می‌کند. به عنوان مثال صفحه نمایش موتورولا اتریکس رنگ‌ها را نادرست و زاویه دید بسیار ضعیفی دارد و متون از زاویهٔ بالا قابل خواندن نیستند. همچنین در مقایسه بین دریود ریزر اصلی و ریزر وی ارزان، صفحه نمایش تی. اف. تی ریزر وی دارای شکنندگی‌های زیادی نسبت به صفحه نمایش سوپر امولد دروید ریزر است در حالی که رزولوشن هر دو یکی است. صفحه نمایش پنتایل دارای مزایای بیشتری نسبت به صفحه نمایش دیگر اسمارت فون هاست. یکی از این مزایا این است که برای رسیدن به وضوح اچ. دی در پنتایل‌ها نسبت به دیگر فناوری‌ها از هزینهٔ کمتری برخوردار است. و توجه داشته باشید که صفحه نمایش با وضوح اچ. دی (مانند گلکسی اس۳) باعث می‌شود که اثر پنتایل کمتر از صفحه نمایش‌های پنتایل با رزولوشن پایین (مانند موتورولا دروید) آشکار شود. مزیت دوم این تکنولوژی مصرف برق کمتر است؛ اچ. تی. سی وان اس از یک صفحه نمایش پنتایل استفاده می‌کند که مصرف انرژی کارامدتری نسبت به سایرنمایشگرها دارد و نگهداری عمر باتری آن نسبت به وان ایکس که صفحه آی. پی. اس دارد بیشتر است. یک صفحه نمایش امولد پنتایل ارزانتر از یک نمایشگر پنتایل آر. جی. بی است. اغلب نمایشگرهای پنتایل از شبکه‌های مستطیلی متناوب سبز، آبی و قرمز استفاده می‌کنند. با این حال سامسونگ گلکسی اس۴ با استفاده از یک چینش الماسی، که پیکسل‌های سبز بیضی شکل هستند و در یک خط تکرار می‌شوند در حالی که پیکسل‌های قرمز و آبی بزرگتر و به صورت متناوب بین خطوط سبز چیده شده‌اند، تضمین رنگی یکنواخت با انحرافی کمتر نسبت به کهکشانی نسل سوم می‌دهند.